# Cephalogonimus amphiumae
Cephalogonimus amphiumae är en plattmaskart. Cephalogonimus amphiumae ingår i släktet Cephalogonimus och familjen Cephalogonimidae. Inga underarter finns listade i Catalogue of Life.